# Grootsnavelleeuwerik
De grootsnavelleeuwerik (Galerida magnirostris) is een zangvogel uit de familie Alaudidae (leeuweriken). 

## Kenmerken
De grootsnavelleeuwerik wordt zo’n 18 centimeter lang. De vogel heeft een relatief korte staart en een dikke en tweekleurige snavel. De bovenzijde van de vogel is afwisselend bruin en grijs gestreept, ook heeft de grootsnavelleeuwerik twee lange witte strepen op zijn kop. Net als de overige leeuwerik soorten behorend tot het genus galerida, heeft de vogel een kuif die om hoog gezet wordt door de vogel om indruk mee te maken of om alarm te slaan. De onderzijde van de vogel zijn crèmekleurig met donkere strepen op de borst.

## Leefwijze
De vogel maakt net als andere leeuweriksoorten zijn nest op de grond. Het voedsel van de grootsnavelleeuwerik bestaat uit zowel zaden als insecten, de laatste voornamelijk in het broedseizoen.
De grootsnavelleeuwerik maakt veel geluid en zijn roep klinkt als een zacht krakend treeeeleeeeleee.

## Verspreiding en leefgebied
Het totale verspreidingsgebied van de vogel beslaat ongeveer 697.000 km² en ligt in Zuid-Afrika, Lesotho en het uiterste zuiden van Namibië.
De soort telt drie ondersoorten:
- G. m. magnirostris: zuidwestelijk Zuid-Afrika.
- G. m. sedentaria: zuidwestelijk Namibië en westelijk Zuid-Afrika.
- G. m. harei: centraal Zuid-Afrika en Lesotho.

Het leefgebied van de vogel bestaat voornamelijk uit fynbos, gebieden met veel struiken in de Karoo en grasland in bergachtige gebieden. Ook wordt de vogel aangetroffen op braakliggende en in gebruik zijnde landbouwgrond.

## Status
De grootte van de populatie is niet gekwantificeerd maar de soort wordt omschreven als plaatselijk algemeen. Op de Rode lijst van de IUCN heeft deze soort de status niet bedreigd.